# Paul Kalkbrenner
Paul Kalkbrenner és un productor alemany de música techno, house i IDM nascut a Leipzig i resident a Berlín.

## Discografia

### Àlbums
- Superimpose (BPitch Control, 2001)[3]
- Zeit (BPitch Control, 2001)
- Self (BPitch Control, 2004)
- Icke Wieder (Paul Kalkbrenner Musik, 2011)
- Guten Tag (Paul Kalkbrenner Musik, 2012)
- 7 (Sony Music, 2015)[4]
- Parts of Life (Columbia Records / Sony Music, 2018)[5]

### Compilacions
- X (Paul Kalkbrenner Musik, 2014)

### Bandes sonores
- Berlin Calling: The Soundtrack (BPitch Control, 2008)
- Global Player Soundtrack (with Fritz Kalkbrenner et Florian Appl, Suol, 2013)

### Mix àlbum
- Maximalive (Minimaxa, 2005)

### Remix àlbum
- Reworks (BPitch Control, 2006)

### EP i Singles
- Friedrichshain [as Paul dB+] (BPitch Control, 1999)
- Largesse [as Paul dB+] (Synaptic Waves, 1999)
- Gigahertz [as Paul dB+] (Cadeaux, 2000)
- dB+ (BPitch Control 2000)
- Performance Mode [as Grenade] (Cadeaux, 2001)
- Chromo (BPitch Control, 2001)
- Brennt (BPitch Control, 2002)
- Steinbesser (BPitch Control, 2003)
- F.FWD (BPitch Control, 2003)
- Press On (BPitch Control, 2004)
- Tatü-Tata (BPitch Control, 2005)
- Keule EP (BPitch Control, 2006)
- Altes Kamuffel (BPitch Control, 2007)
- Bingo Bongo (BPitch Control, 2008)
- Sky and Sand (with Fritz Kalkbrenner, BPitch Control, 2009)
- Das Gezabel (Paul Kalkbrenner Musik 2012)
- Der Stabsvörnern (Paul Kalkbrenner Musik, 2012)
- Der Buhold (Paul Kalkbrenner Musik, 2013)
- Cloud Rider (Sony Music, 2015)
- Mothertrucker (Sony Music, 2015)
- Feed Your Head (Sony Music, 2015)
- Part Eleven (Sony Music, 2018)
- Part Three (Sony Music, 2018)
- Part Fourteen (Sony Music, 2018)
- Part Seven (Sony Music, 2018)
- Part Four (Sony Music, 2018)
- Part Twelve (Sony Music, 2018)
- Part Two (Sony Music, 2018)
- Part Ten (Sony Music, 2018)
- Part Five (Sony Music, 2018)
- Part Fifteen (Sony Music, 2018)
- Part One (Sony Music, 2018)
- Part Nine (Sony Music, 2018)
- Part Thirteen (Sony Music, 2018)
- Part Six (Sony Music, 2018)
- Part Eight (Sony Music, 2018)

### Remixes
- Ellen Allien "Dataromance" (BPitch Control 2001)
- Lexy / Autotune "Shibuya Love" (Jakuza / Low Spirit 2001)
- Die Raketen "The Sound für Zwischendurch" (Freundschaft Musik 2003)
- Sasche Funke "Forms & Shapes" (BPitch Control 2003)
- Agoria "Stereolove" (Different / PIAS 2004)
- Lexy & K-Paul "Happy Zombies" (Low Spirit Recordings 2005)
- Michel de Hey "Snert" (Hey! Records 2006)
- Error Error "Your Everlasting Breath" (Italic 2006)
- Ellen Allien & Apparat "Jet" (BPitch Control 2006)
- Chordian "Closed Eyes" (Soniculture 2007)
- Undo & Vicknoise "Submarino" (Factor City Records 2009)
- Modeselektor "200007" (BPitch Control 2009)
- Michel Cleis ft. Totó La Momposina "La Mezcla" (Strictly Rhythm 2009)
- 2raumwohnung "Wir Werden Sehen" (EMI 2009)
- Stromae "Te Quiero" (Polystar Records 2010)
- Fritz Kalkbrenner "Facing the Sun" (Suol 2010)
- Moby "Wait for Me" (Little Idiot 2010)
- Depeche Mode "Should Be Higher" (Miami Ad School Europe 2013)
- Jefferson Airplane "White Rabbit" (Sony Music 2015)[citation needed]
- Leonard Cohen "You Want It Darker" (Columbia Records 2016)

## Filmografia
- Berlin Calling (2008)
- Paul Kalkbrenner 2010 a Live Documentary (2010)